# Venusmandje
Het venusmandje of kansspons (Euplectella aspergillum) behoort tot het phylum Porifera (sponzen) en de klasse Hexactinellidae (glassponzen). De skeletnaalden bestaan uit kiezelzuur. Door vergroeien van skeletnaalden krijgt het skelet vaak het aanzien van een traliewerk. Grootte tot 100 cm. De epidermis is een syncytium.

## Naamgeving
Het venusmandje dankt zijn amoureuze naam aan zijn gastvrijheid. De spons biedt een leven lang onderdak aan een garnalenpaartje. Als jonge larven komen de garnalen in de tralievormige spons terecht, en blijven daar terwijl ze meesnoepen van het voedsel dat via het zeewater binnenstroomt. Het paartje groeit hierdoor zo sterk dat ze niet meer tussen de mazen door naar buiten kan, en dus voor altijd zit opgesloten. De spons staat in Japan symbool voor een huis waarin eeuwige liefde kan groeien, en wordt daarom gebruikt als huwelijksgeschenk.

## Verspreiding
Deze zeespons wordt aangetroffen in de diepe wateren van de Stille Oceaan en zijn voornamelijk te vinden in een klein deel van de zee bij de Filipijnse eilanden. Soortgelijke soorten komen voor in de buurt van Japan en in andere delen van de westelijke Stille Oceaan en de Indische Oceaan. Het wordt gevonden in steenachtige gebieden op de zeebodem op diepten tussen de 100 en 5000 meter, vaak dieper dan 500 meter.